# 7-й отдельный дивизион бронепоездов
7-й отдельный дивизион бронепоездов (7 одбепо) — воинская часть автобронетанковых войск РККА вооружённых сил СССР в Великой Отечественной войне.

## История
Сформирован с 25.02.1925 по 05.03.1925 года из группы бронепоездов, находящихся на станции Навтлуг (пригород Тбилиси).
В составе действующей армии с 17.10.1941 по 13.08.1942 и с 08.01.1944 по 28.01.1945.
На 22.06.1941 года располагался в Навтлуге, 23.06.1941 выделил из своего состава 53-й, 53-й, 54-й, 55-й и 56-й отдельные бронепоезда, и 24.06.1941 убыл для обороны и охраны черноморского побережья.
До 10.10.1941 года базировался на станции Самтредиа Закавказской железной дороги, патрулировал железную дорогу на участке Сухуми, Поти, Батуми. Затем переброшен на Южный фронт, 16.10.1941 прибыл в Ростов-на-Дону, местом дислокации была определена станция Бессереновка. Там дивизион поддерживал части 31-й стрелковой дивизии.
С 18 по 21.10.1941 года дивизион занимал оборону в районе Синявской, с 21.10.1941 в связи с прорывом фронта был переброшен на станцию Хопры. Поддерживал там огнём 1171-й стрелковый полк 343-й стрелковой дивизии вплоть до 19.11.1941 года.
С 20.11.1941 прикрывает Ростов-на-Дону и Аксайскую переправу, действуя на участке в 24 километра и там был практически уничтожен.
Получив новую материальную часть до августа 1942 года действовал на Южном фронте, затем выведен в резерв, где находился до января 1944 года, после чего переведён на Карельский фронт.
После окончания боевых действий в Заполярье в боях участия не принимал, дислоцировался в Заполярье.

## Состав и боевые действия

### С 22.06.1941 года

#### 22-й отдельный бронепоезд (тяжёлый)
Сформирован в 1926 году путём переименования 12-го бронепоезда.
В составе действующей армии с 17.10.1941 по 08.12.1941.
В октябре 1941 года прикрывает огнём отступающие по берегу Таганрогского залива советские части, заявил о трёх подбитых танках. Занимал оборону в районе Синявской, с 21.10.1941 до 19.11.1941 в районе станции Хопры. 09.11.1941 попал под налёт вражеской авиации, частично повреждён, к 12.11.1941 вновь был на боевых позициях (имея одну из двух бронеплощадок). С 20.11.1941 вёл интенсивный артиллерийский огонь, сдерживая противника во взаимодействии с полком НКВД в районе Нахичевань-на-Дону — Донская — завод Сельмаш, не имея связи с другими частями и штабом армии. Командиром дивизиона было принято решение отойти в Ростов-на-Дону, а ночью переправиться на другой берег Дона. Однако, подойдя к мосту, на рельсах был обнаружен завал и немецкие танки. Поскольку бронепоезд находился в мёртвом пространстве на насыпи и не мог вести огонь по противнику, команда сняла пулемёты, подожгла состав и пешком вышла в расположение своих частей.
08.12.1941 года расформирован.

#### 27-й отдельный бронепоезд
Сформирован в 1926 году путём переименования 7-го бронепоезда.
Данных о нахождении в действующей армии нет.
17.10.1941 года в 8.30 у станции Бессереновка появилось 4 немецких танка, пока бронепоезд готовился открыть огонь, появилось ещё 22 танка. Курсируя на больших скоростях, бронепоезд подбил 4 вражеских машины, но и сам получил пробоину в тормозной системе паровоза, встал. Огнём с места бронепоезд уничтожил ещё 4 танка, но ответным огнём 3 орудия были разбиты, а четвёртое повреждено. Команда вышла из вагонов и укрылась во рву до подхода бронепоезда № 22. Однако расчёт второго орудия - сержант Рудак и красноармеец Анищенко, оставшись в башне, починили орудие и открыли огонь по приближающимся танкам, подбив 8 машин, остальные отошли. Через 15 минут также огнём орудия была рассеяна пехота, но орудие было разбито. 
К этому моменту подошёл тяжёлый бронепоезд № 22, который попытался вытянуть 27-й бронепоезд, но сделать этого не удалось. Вскоре железная дорога между бронепоездами была разбита немецкой артиллерией. Данных о дальнейшей судьбе 27-го бронепоезда нет: вероятно или был уничтожен, или достался вражеским войскам.
Командир бронепоезда - старший лейтенант Сидоров.

#### 29-й отдельный бронепоезд (лёгкий)
Сформирован в 1926 году путём переименования 9-го бронепоезда.
В составе действующей армии с 17.10.1941 по 08.12.1941.
Занимал оборону в районе Синявской, с 21.10.1941 до 19.11.1941 в районе станции Хопры. 09.11.1941 попал под налёт вражеской авиации, частично повреждён, к 12.11.1941 вновь был на боевых позициях (имея одну из двух бронеплощадок). С 20.11.1941, бронепоезд, не найдя своих частей в Аксае, начал выбор огневой позиции, но неожиданно был атакован 18 танками, которые первыми же выстрелами вывели из строя бронепаровоз и оба орудия. Команда оставила состав и отошла в сторону Батайска. Высланный паровоз вытащил бронепоезд на станцию Ростов-Пристань, но дальше двигаться не смог, так как станция и мост через Дон были заняты вражескими войсками. Утром 21.11.1941 бронепоезд был взорван, а остатки команды отошли на другой берег Дона.
08.12.1941 года расформирован.

#### 21-й отдельный бронепоезд (тяжёлый)
В действующей армии с 08.12.1941 по 27.04.1942
На  22.06.1941 находился в подчинении 8-го отдельного дивизиона бронепоездов и был передан в 7-й отдельный дивизион бронепоездов 08.12.1941 года.
На вооружении бронепоезда состояли 4 107-мм орудия. Вёл боевые действия в составе дивизиона.
27.04.1942 переименован в 1-й бронепоезд 7-го отдельного дивизиона бронепоездов.
Командир - старший лейтенант А. О. Айрапетов.

#### 14-й отдельный бронепоезд (лёгкий)
Сформирован Военным Советом Северо-Кавказского фронта и Ростовским облисполкомом в сентябре 1941 года и вошёл в состав 8-го отдельного дивизиона бронепоездов 09.09.1941.
В составе действующей армии с сентября 1941 по  08.03.1942
Состоял из бронепаровоза (со спаркой 7,62-мм зенитных пулемётов ДА-2 на тендере) и двух бронеплатформ, на каждой из которых стояло два 120-мм миномёта и пять пулемётов Максима.
Был передан в 7-й отдельный дивизион бронепоездов 08.12.1941 года, уже без материальной части, так как с 14.10.1941 года на участке Марцево — блокпост 694  (район Таганрога) был  разбит немецкой авиацией.
По-видимому, в том числе, на его базе в ноябре 1941 года в Тихорецкой был сформирован бронепоезд "Тихорецкий рабочий".
В составе 7-го отдельного дивизиона бронепоездов находился непродолжительное время.
25.03.1942 переименован в 1-й бронепоезд 19-го отдельного дивизиона бронепоездов

#### 45-й отдельный бронепоезд (лёгкий)
Сформирован в январе 1940 года.
Входил в состав 4-го отдельного дивизиона бронепоездов, во время аннексии Латвии первым перешёл государственную границу СССР.
Вошёл в состав 8-го отдельного дивизиона бронепоездов 31.05.1940.
В составе действующей армии с 06.10.1941 по 27.04.1942
09.09.1941 года бронепоезд переброшен на Южный фронт в район станций Марцево-Кошлино. В октябре 1941 года прикрывал отход частей на участке Марцево-Бессергеновка.
Был передан в 7-й отдельный дивизион бронепоездов 23.11.1941 года, уже без материальной части, так как  22.10.1941 года на участке Марцево — блокпост 694  (район Таганрога) был  окружён и разбит.
По-видимому, в том числе, на его базе в ноябре 1941 года в Тихорецкой был сформирован бронепоезд «Тихорецкий рабочий».
В составе 7-го отдельного дивизиона бронепоездов находился непродолжительное время.
27.04.1942 переименован в 1-й бронепоезд 8-го отдельного дивизиона бронепоездов
Командир младший лейтенант Алекин (погиб)

#### Бронепоезд "Тихорецкий рабочий"
Сформирован в  ноябре 1941 года в Тихорецкой.
В ноябре 1941 года действовал на участке Ростов — Новочеркасск в составе 8-го отдельного дивизиона бронепоездов
23.11.1941 сильно повреждён, отошёл в Тихорецкую, где встал на ремонт и передан в 7-й отдельный дивизион бронепоездов.
Очевидно, именно из него был сформирован 2-й отдельный бронепоезд 7-го отдельного дивизиона бронепоездов.
Командир - капитан Г. Л. Рудых, погиб 23.11.1941.

### С 27.04.1942 года
В составе дивизиона были 1-й и 2-й отдельные бронепоезда, о формировании последнего данных нет, вероятнее всего сформирован на базе бронепоезда "Тихорецкий рабочий".

### С 09.12.1942 года
- 1-й отдельный бронепоезд переименован в 740-й отдельный бронепоезд «Александр Невский»
- 2-й отдельный бронепоезд переименован в 748-й отдельный бронепоезд «Москва»[5].

### Подчинение
| Дата            | Фронт                      | Армия                | Дивизия | Бригада | Полк | Примечания |
| --------------- | -------------------------- | -------------------- | ------- | ------- | ---- | ---------- |
| 22.06.1941 года | нет данных                 | -                    | -       | -       |      |            |
| -               |                            |                      |         |         |      |            |
| 01.07.1941 года | Закавказский военный округ | -                    | -       |         |      |            |
| -               | -                          |                      |         |         |      |            |
| 10.07.1941 года | Закавказский военный округ | -                    |         |         |      |            |
| -               | -                          | -                    |         |         |      |            |
| 01.08.1941 года | Закавказский военный округ | 46-я армия           | -       | -       | -    | -          |
| 01.09.1941 года | Закавказский фронт         |                      |         |         |      |            |
| -               | -                          | -                    | -       |         |      |            |
| 01.10.1941 года | Закавказский фронт         |                      |         |         |      |            |
| -               | -                          | -                    | -       |         |      |            |
| 01.11.1941 года | -                          | 56-я отдельная армия | -       | -       | -    | -          |
| 01.12.1941 года | Южный фронт                | 56-я армия           | -       | -       | -    | -          |
| 01.01.1942 года | Южный фронт                |                      |         |         |      |            |
| -               | -                          | -                    | -       |         |      |            |
| 01.02.1942 года | Южный фронт                |                      |         |         |      |            |
| -               | -                          | -                    | -       |         |      |            |
| 01.03.1942 года | Южный фронт                |                      |         |         |      |            |
| -               | -                          | -                    | -       |         |      |            |
| 01.04.1942 года | Южный фронт                |                      |         |         |      |            |
| -               | -                          | -                    | -       |         |      |            |
| 01.05.1942 года | Южный фронт                |                      |         |         |      |            |
| -               | -                          | -                    | -       |         |      |            |
| 01.06.1942 года | Южный фронт                |                      |         |         |      |            |
| -               | -                          | -                    | -       |         |      |            |
| 01.07.1942 года | данных нет                 | -                    |         |         |      |            |
| -               | -                          | -                    |         |         |      |            |
| 01.08.1942 года | Северо-Кавказский фронт    | 56-я армия           |         |         |      |            |
| -               | -                          | -                    |         |         |      |            |
| 01.09.1942 года | Московский военный округ   |                      |         |         |      |            |
| -               | -                          | -                    | -       |         |      |            |
| 01.10.1942 года | Московский военный округ   | -                    |         |         |      |            |
| -               | -                          | -                    |         |         |      |            |
| 01.11.1942 года | Московский военный округ   | -                    |         |         |      |            |
| -               | -                          | -                    |         |         |      |            |
| 01.12.1942 года | Московский военный округ   | -                    |         |         |      |            |
| -               | -                          | -                    |         |         |      |            |
| 01.01.1943 года | Московский военный округ   | -                    |         |         |      |            |
| -               | -                          | -                    |         |         |      |            |
| 01.02.1943 года | Московский военный округ   | -                    |         |         |      |            |
| -               | -                          | -                    |         |         |      |            |
| 01.03.1943 года | Московский военный округ   | -                    |         |         |      |            |
| -               | -                          | -                    |         |         |      |            |
| 01.04.1943 года | Московский военный округ   | -                    |         |         |      |            |
| -               | -                          | -                    |         |         |      |            |
| 01.05.1943 года | Московский военный округ   | -                    |         |         |      |            |
| -               | -                          | -                    |         |         |      |            |
| 01.06.1943 года | Московский военный округ   | -                    |         |         |      |            |
| -               | -                          | -                    |         |         |      |            |
| 01.07.1943 года | Московский военный округ   | -                    |         |         |      |            |
| -               | -                          | -                    |         |         |      |            |
| 01.08.1943 года | Московский военный округ   | -                    |         |         |      |            |
| -               | -                          | -                    |         |         |      |            |
| 01.09.1943 года | Московский военный округ   | -                    |         |         |      |            |
| -               | -                          | -                    |         |         |      |            |
| 01.10.1943 года | Московский военный округ   | -                    |         |         |      |            |
| -               | -                          | -                    |         |         |      |            |
| 01.11.1943 года | Московский военный округ   | -                    |         |         |      |            |
| -               | -                          | -                    |         |         |      |            |
| 01.12.1943 года | Московский военный округ   | -                    |         |         |      |            |
| -               | -                          | -                    |         |         |      |            |
| 01.01.1944 года | Резерв Ставки ВГК          | -                    |         |         |      |            |
| -               | -                          | -                    |         |         |      |            |
| 01.02.1944 года | Карельский фронт           | -                    |         |         |      |            |
| -               | -                          | -                    |         |         |      |            |
| 01.03.1944 года | Карельский фронт           | -                    |         |         |      |            |
| -               | -                          | -                    |         |         |      |            |
| 01.04.1944 года | Карельский фронт           | -                    |         |         |      |            |
| -               | -                          | -                    |         |         |      |            |
| 01.05.1944 года | Карельский фронт           | -                    |         |         |      |            |
| -               | -                          | -                    |         |         |      |            |
| 01.06.1944 года | Карельский фронт           | -                    |         |         |      |            |
| -               | -                          | -                    |         |         |      |            |
| 01.07.1944 года | Карельский фронт           | -                    |         |         |      |            |
| -               | -                          | -                    |         |         |      |            |
| 01.08.1944 года | Карельский фронт           | -                    |         |         |      |            |
| -               | -                          | -                    |         |         |      |            |
| 01.09.1944 года | Карельский фронт           | -                    |         |         |      |            |
| -               | -                          | -                    |         |         |      |            |
| 01.10.1944 года | Карельский фронт           | -                    |         |         |      |            |
| -               | -                          | -                    |         |         |      |            |
| 01.11.1944 года | Карельский фронт           | -                    |         |         |      |            |
| -               | -                          | -                    |         |         |      |            |
| 01.12.1944 года | -                          | 14-я отдельная армия |         |         |      |            |
| -               | -                          | -                    |         |         |      |            |
| 01.01.1945 года | Резерв Ставки ВГК          | 19-я армия           | -       | -       | -    | -          |
| 01.02.1945 года | Беломорский военный округ  |                      |         |         |      |            |
| -               | -                          | -                    | -       |         |      |            |
| 01.03.1945 года | Беломорский военный округ  | -                    |         |         |      |            |
| -               | -                          | -                    |         |         |      |            |
| 01.04.1945 года | Беломорский военный округ  | -                    |         |         |      |            |
| -               | -                          | -                    |         |         |      |            |
| 01.05.1945 года | Беломорский военный округ  | -                    |         |         |      |            |
| -               | -                          | -                    |         |         |      |            |

## Командиры
- (на июнь 1941) до августа 1942  Жмакин  Василий Павлович, подполковник;
- 9.1942 - 1947(?)  В.К. Ткаченко, майор, затем подполковник[6].